# Ini (Pharao)
Ini war ein kaum belegter Pharao der thebanischen 23. Dynastie. Er regierte wahrscheinlich um 806/803 v. Chr. Die Dauer seiner Herrschaft ist nicht bekannt.
Er war lange Zeit nur durch ein Graffito auf dem Dach des Month-Tempels von Karnak bekannt, welches sein 5. Regierungsjahr erwähnt. Der Verfasser erstellte das  Graffito zwei Generationen später im 4. Jahr eines Scheschonq. Wahrscheinlich handelt es sich um Scheschonq IV.
Im Frühjahr 2008 wurden außerdem auf der Nilinsel Elephantine Ziegel mit seinem Namen gefunden, die dort eine Bautätigkeit dieses Königs belegen.